# Newbold College
Pour les articles homonymes, voir Newbold.

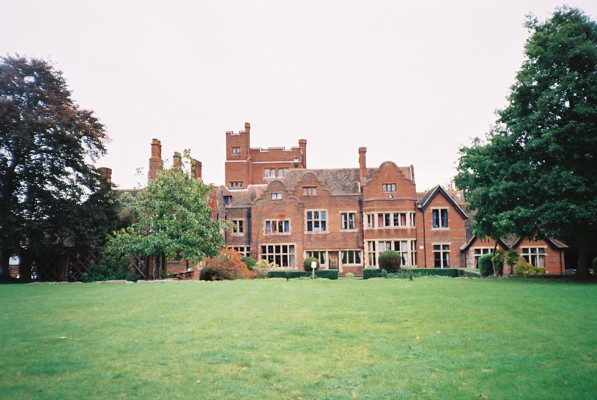
Moor Close, Newbold College

Newbold College est un centre universitaire de l'Église adventiste du septième jour situé à Binfield, un village près de Bracknell dans le comté de Berkshire en Angleterre. 

## Campus

### Histoire
En 1901, Duncombe Hall College fut fondé à Holloway, au nord de Londres, pour former des pasteurs adventistes. En 1907, il fut relocalisé à Watford, et prit le nom de Stanborough Missionary College. En 1931, l'institution fut déplacée à nouveau à Newbold Revel, à l'est de Ruby dans le comté de Warwickshire, et fut appelée Newbold Missionary College, avant d'être établie au site actuel en 1945 en raison de la proximité d'Oxford et de Londres. Par coïncidence, l'aéroport Heathrow sera plus tard construit dans la région.

### Organisation
Newbold College se trouve dans un cadre champêtre, à 17 km de Windsor et à environ 45 km de Londres, permettant un accès facile à de nombreux lieux d'intérêt historique et culturel. Avec des étudiants d'environ 70 pays du monde entier, il est riche d'une grande diversité humaine.  
Newbold est affilié à l'université Andrews, l'université adventiste de Washington, l'université du pays de Galles (Lampeter) et est accrédité par Open University. Il possède un Centre de recherche Ellen White, affilié au Ellen G. White Estate. C'est un centre d'examen de l'anglais pour l'université de Cambridge. Il contient aussi un studio d'Adventist World Radio.
Newbold décerne des baccalaureate degrees (des licences) en art et humanités, gestion commerciale, médias, théologie, ainsi qu'un master en théologie et deux Ph.D Degrees en théologie et théologie pratique. 

## Source
- Annuaire 2006-2007 des centres universitaires adventistes, Adventist Accrediting Association.